# Воля-Ружанецка
Во́ля-Ружане́цка (пол. Wola Różaniecka) — деревня в Билгорайском повете Люблинского воеводства Польши. Входит в состав гмины Тарногруд. Находится примерно в 24 км к югу от центра города Билгорай. По данным переписи 2011 года, в деревне проживало 757 человек.
В состав деревни в качестве интегральных частей входят: Колёнья-Ружанецка, Конец, Загроды.

## История
В период 1921—1954 годов деревня была центром гмины Воля-Ружанецка, включая сельскую местность нынешней гмины Тарногруд. В 1973 году данная гмина была объединена с Тарногрудом в гмину Тарногруд. В Воле-Ружанецкой эксплуатировалось месторождение природного газа, в основном для нужд гмины Тарногруд. В годы 1975—1998 годы Воля-Ружанецка административно принадлежала к Замойскому воеводству.
В селе есть кирпичный костел Матери Божьей Шкаплерной, которая относится к приходу Преображения Господня в Тарногруде. Церковь площадью 290 м², построенный по проекту Владислава Фронцкевича из Красныстава.

## Население
Демографическая структура по состоянию на 31 марта 2011 года:
|         | Всего | До трудоспособного возраста | Трудоспособного возраста | Старше трудоспособного возраста |
| ------- | ----- | --------------------------- | ------------------------ | ------------------------------- |
| Мужчины | 386   | 92                          | 247                      | 47                              |
| Женщины | 371   | 82                          | 199                      | 90                              |
| Всего   | 757   | 174                         | 446                      | 137                             |